# Strada statale 196 di Villacidro

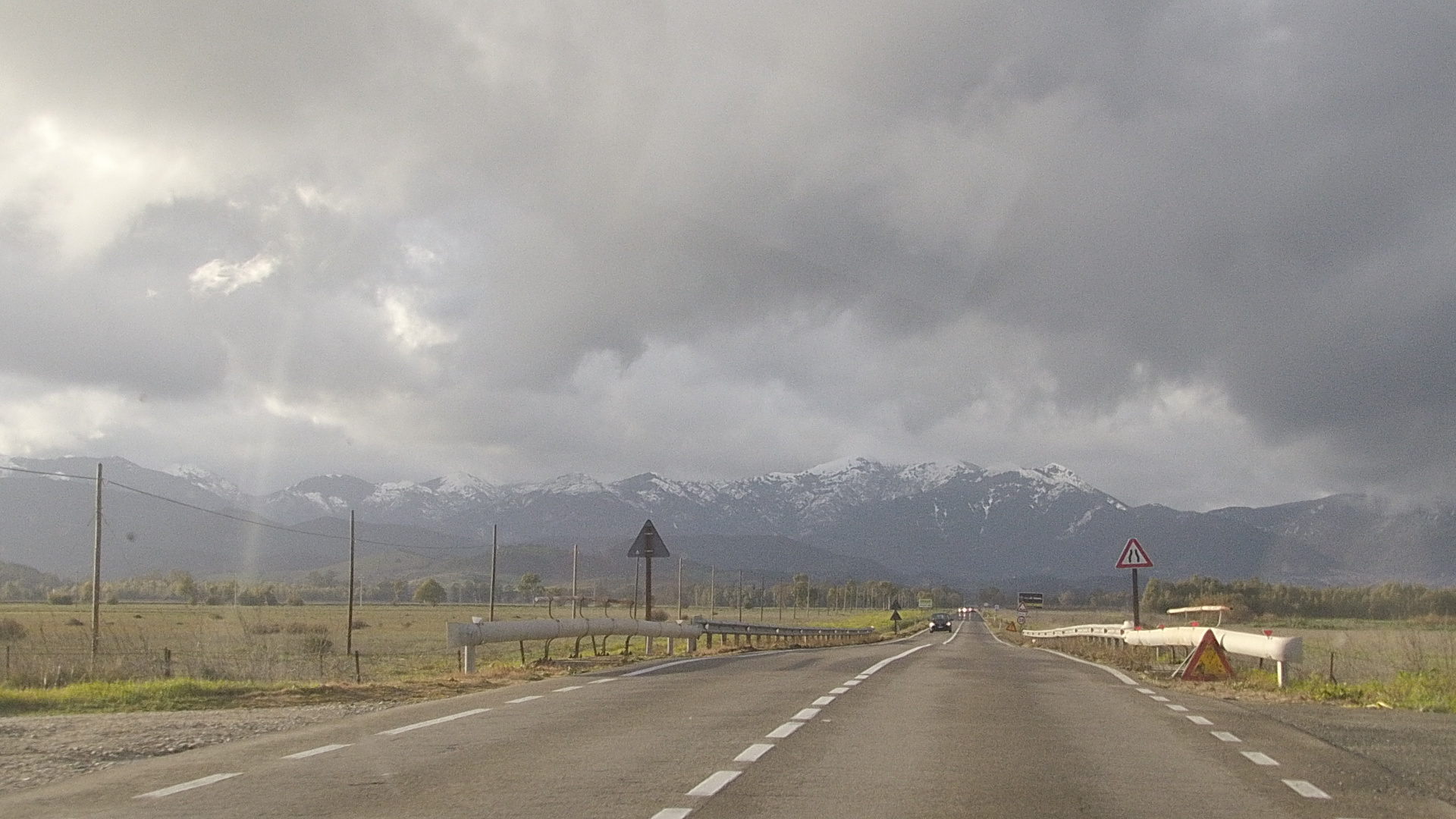
Il rettilineo tra Villasor e Villacidro

La strada statale 196 di Villacidro (SS 196) è una strada statale italiana che collega Decimomannu e Guspini.

## Percorso

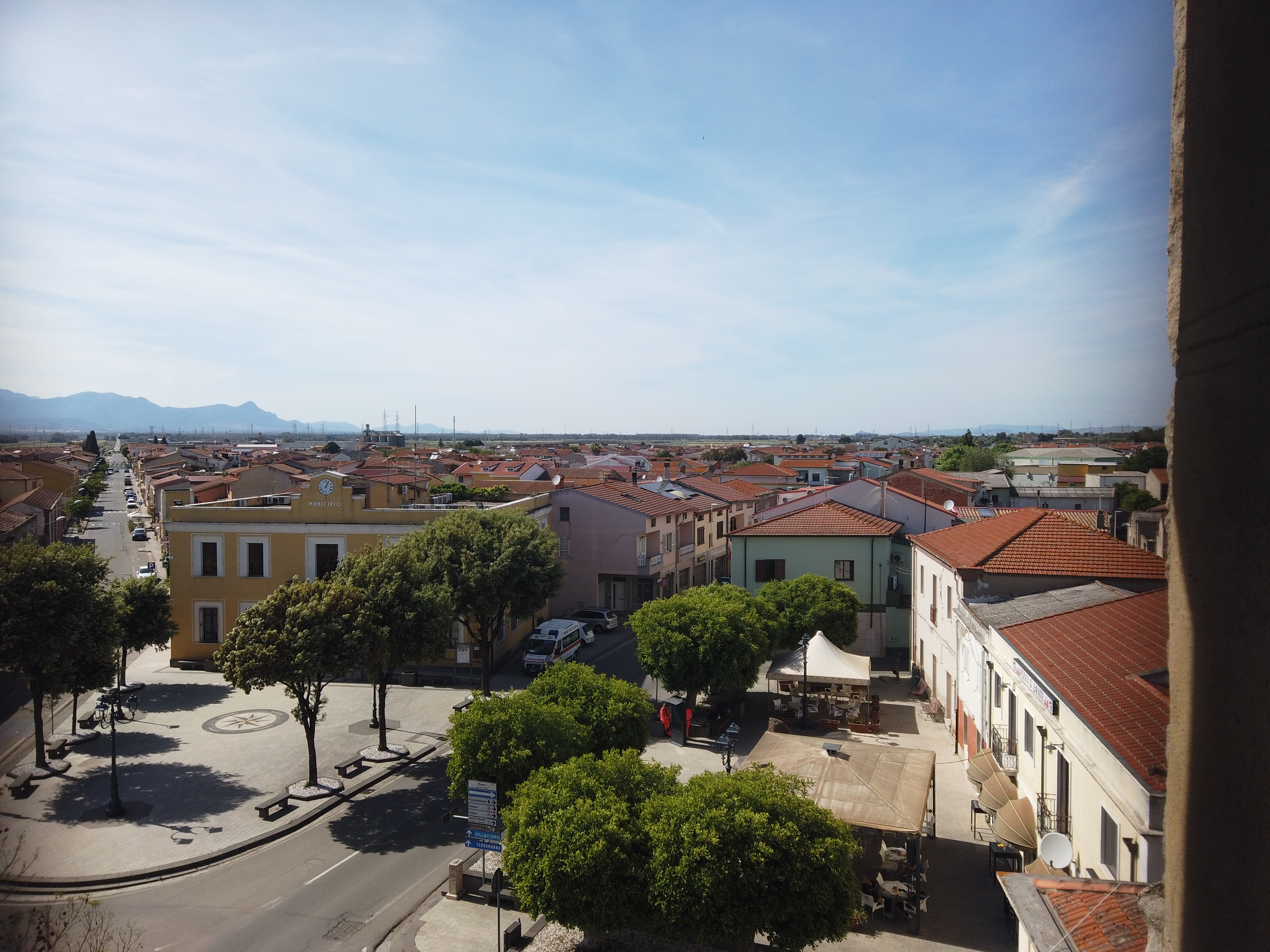
La SS 196 (sulla sinistra) e il punto di origine della SS 196 dir (al centro) a Villasor

Inizia a Decimomannu, dal tratto ormai dismesso della strada statale 130 Iglesiente, ed esce in direzione nord dall'abitato incrociandone il nuovo tracciato fino a raggiungere Villasor da dove si diparte la strada statale 196 dir di Villacidro. Il tracciato devia verso nord-ovest arrivando nei pressi di Villacidro, che viene evitata in variante, e poi a Gonnosfanadiga per terminare infine a Guspini innestandosi sulla strada statale 126 Sud Occidentale Sarda. Nel tratto tra Villasor e Villacidro, con i suoi 11 chilometri, è presente uno dei rettilinei più lunghi della Sardegna.

## Strada statale 196 dir di Villacidro
La strada statale 196 dir di Villacidro (SS 196 dir) è una strada statale italiana che collega Villasor e Samassi.
La strada si distacca dalla SS 196 a Villasor, per risalire il Flumini Mannu in direzione nord attraverso Serramanna e Samassi, dove termina innestandosi sulla strada statale 293 di Giba.

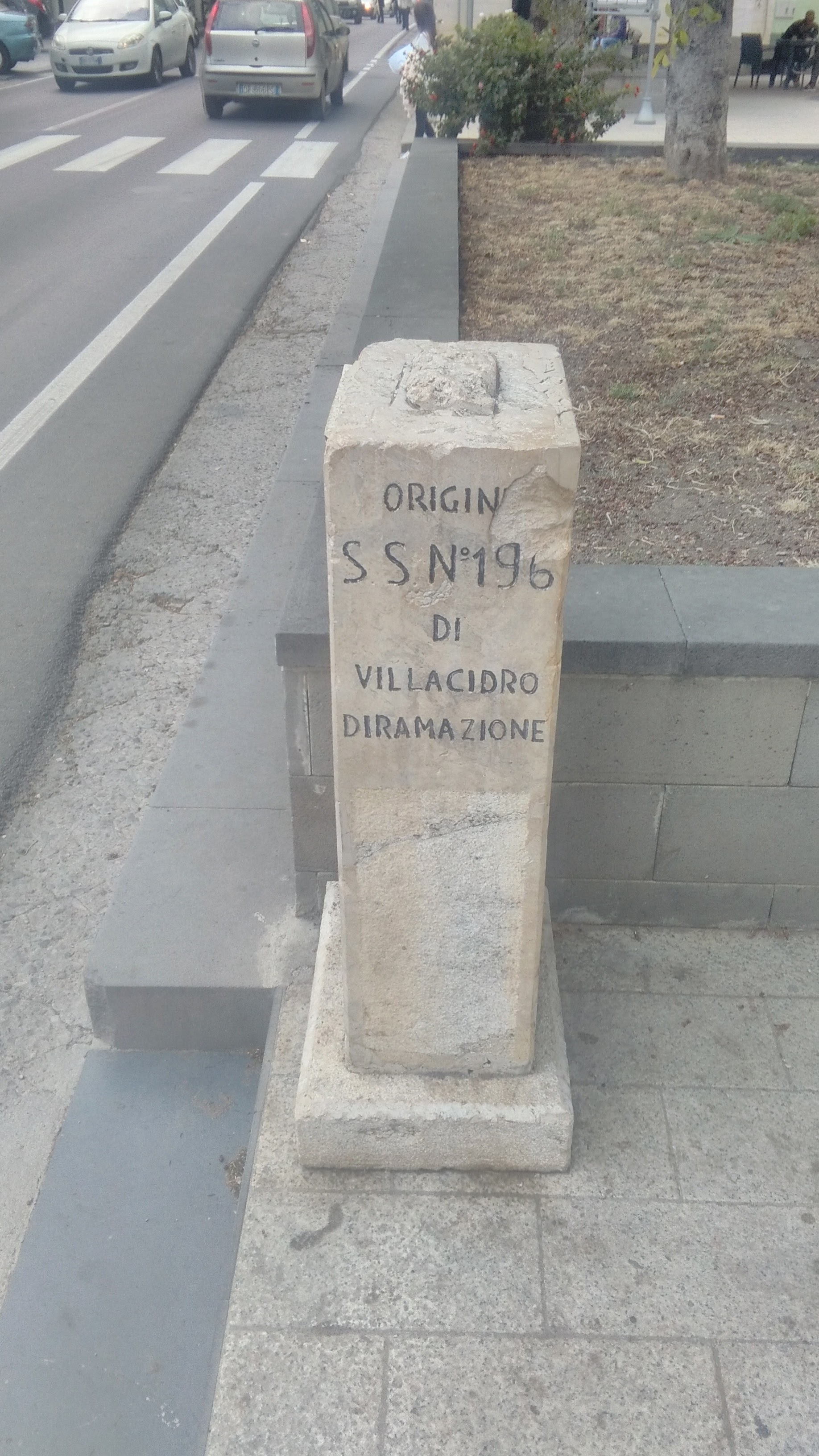
Il punto di origine della SS 196 dir, a Villasor

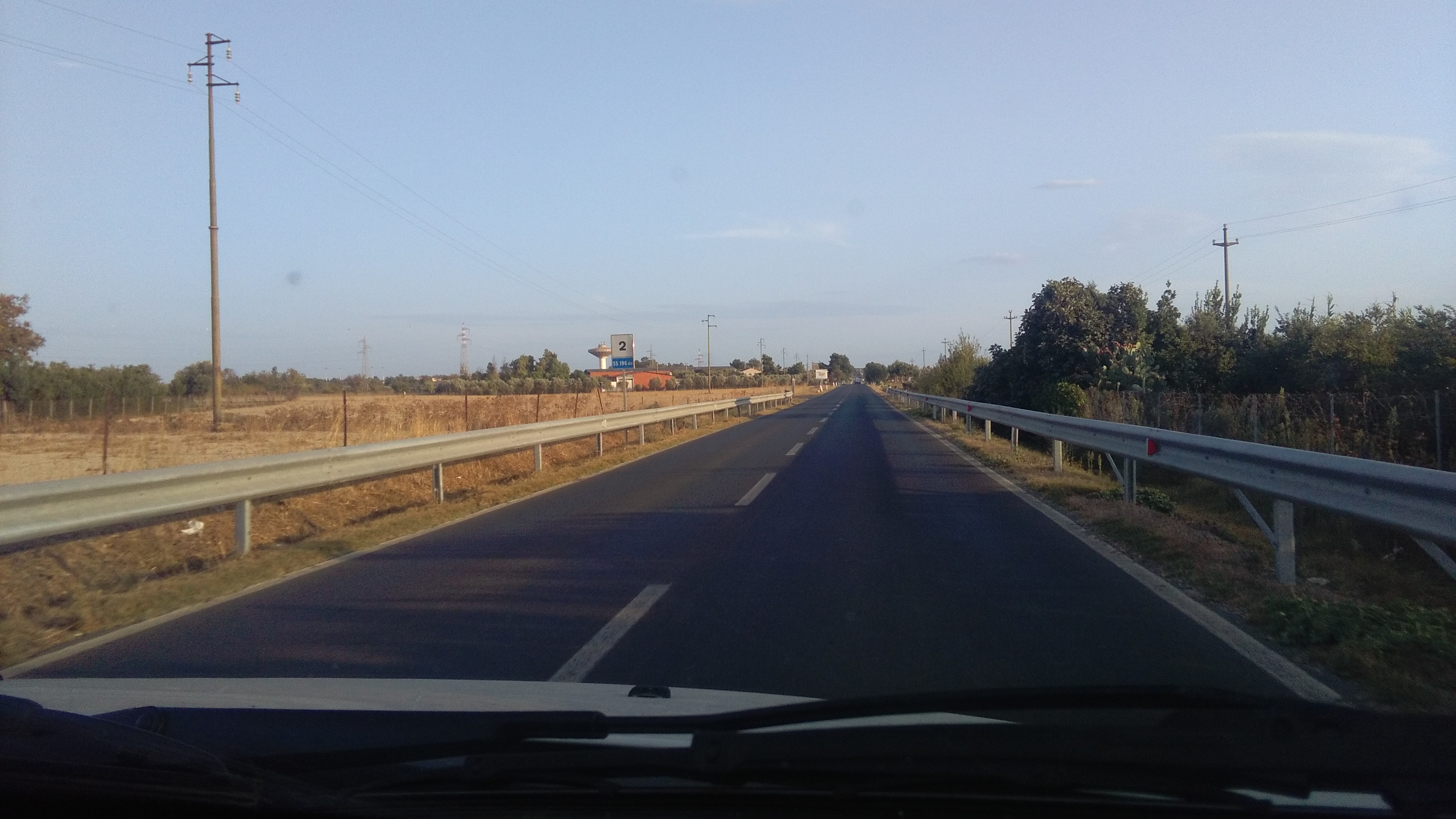
La SS 196 dir in direzione Villasor